# 新田一郎 (官僚)
新田 一郎（にった いちろう、1971年8月14日 - ）は日本の自治・総務官僚。総務省大臣官房審議官（地方行政、個人番号制度、地方公務員制度、選挙担当）。

## 経歴
愛媛県八幡浜市出身。桐蔭学園高校を経て、東京大学法学部卒業。1994年 自治省入省（行政局公務員部給与課）。
1999年7月 池田市政策推進部長。2001年4月 総務省大臣官房管理室公益法人行政推進室参事官補。2002年10月 総務省大臣官房秘書課秘書専門官（大臣政務官秘書官）。
2010年4月 総務省自治行政局行政課理事官。地方自治制度改革などに従事する。2011年4月 総務省自治行政局行政課行政企画官。
2022年6月28日 総務省自治財政局財政課長兼新型コロナウイルス感染症対策等地方連携推進室長代理。2024年7月5日 総務省大臣官房審議官（地方行政、個人番号制度、地方公務員制度、選挙担当）。

## 略歴
- 1994年4月：自治省入省（行政局公務員部給与課）[4]。
- 1994年7月：岩手県総務部地方振興課。
- 1995年10月：自治省大臣官房情報管理室。
- 1997年4月：自治省財政局地方債課。
- 1999年7月：池田市政策推進部長。
- 2001年4月：総務省大臣官房管理室公益法人行政推進室参事官補。
- 2002年10月：総務省大臣官房秘書課秘書専門官（大臣政務官秘書官）。
- 2003年11月：総務省郵政行政局保険企画課長補佐。
- 2004年7月：京都府総務部地方課長。
- 2006年6月：京都府総務部財政課長。
- 2008年7月：総務省自治行政局合併推進課行政体制整備室課長補佐。
- 2009年4月：総務省自治行政局合併推進課長補佐。
- 2010年4月：総務省自治行政局行政課理事官。
- 2011年4月：総務省自治行政局行政課行政企画官。
- 2012年7月：総務省大臣官房総務課復旧復興支援室長。
- 2012年11月：富山県経営管理部長。
- 2016年4月：富山県知事政策局長 兼 危機管理監。
- 2017年4月：総務省自治財政局財政課復興特別交付税室長。
- 2017年7月：総務省大臣官房広報室長。
- 2019年7月16日：総務省自治財政局調整課長。
- 2021年7月1日：総務省自治財政局地方債課長。
- 2022年6月28日：総務省自治財政局財政課長 兼 新型コロナウイルス感染症対策等地方連携推進室長代理。
- 2024年7月5日：総務省大臣官房審議官（地方行政、個人番号制度、地方公務員制度、選挙担当）。